# Salvatore Matano
Salvatore Ronald Matano (ur. 15 września 1946 w Providence, Rhode Island) – amerykański duchowny katolicki, biskup Rochester w metropolii Nowy Jork.

## Życiorys
Ukończył seminarium w Warwick. Święcenia kapłańskie otrzymał 17 grudnia 1971 w bazylice św. Piotra w Rzymie z rąk kardynała Jamesa Hickeya. W roku następnym uzyskał licencjat z teologii na Uniwersytecie Gregoriańskim. W roku 1983 uzyskał tam również doktorat z prawa kanonicznego. Po powrocie do kraju pracował jako wykładowca na swej alma mater, a także w kurii diecezjalnej jako dyrektor ds. duchowieństwa i asystent kanclerza. W roku 1991 został sekretarzem nuncjatury w Waszyngtonie (powtórnie wybrany na to stanowisko w 2000). W latach 1992–1997 wikariusz generalny i moderator kurii diecezji Providence. Od roku 1993 posiadał godność infułata.
3 marca 2005 mianowany koadiutorem biskupa Burlington w stanie Vermont. Sakry udzielił mu nuncjusz Gabriel Montalvo Higuera. Sukcesję przejął 9 listopada 2005.
6 listopada 2013 papież Franciszek mianował go biskupem diecezji Rochester. Ingres odbył się 3 stycznia 2014.